# Pas de l'Ós (la Torre de Cabdella)
El Pas de l'Ós és un coll a 2.542 m. alt. del terme municipal de la Torre de Cabdella), en el seu terme primigeni, del Pallars Jussà.
Està situat molt a prop, al sud-oest, de la presa septentrional de l'Estany de Saburó, al nord-est del terme de la Torre de Cabdella. Hi passa un corriol que enllaça aquest estany amb el de Mar.